# Křinice
Křinice är en ort i Tjeckien. Den ligger i den nordöstra delen av landet, 140 km öster om huvudstaden Prag. Křinice ligger 395 meter över havet och antalet invånare är 353.
Terrängen runt Křinice är kuperad åt nordost, men åt sydväst är den platt. Křinice ligger nere i en dal.Runt Křinice är det ganska tätbefolkat, med 134 invånare per kvadratkilometer. Närmaste större samhälle är Broumov, 2,4 km nordost om Křinice. Trakten runt Křinice består till största delen av jordbruksmark.